# Chardonne VD
| VD ist das Kürzel für den Kanton Waadt in der Schweiz. Es wird verwendet, um Verwechslungen mit anderen Einträgen des Namens Chardonne zu vermeiden. |

Chardonne ist eine politische Gemeinde im Distrikt Riviera-Pays-d’Enhaut des Kantons Waadt in der Schweiz.

## Geographie

Luftbild, Chardonne rechts auf halber Höhe des Berges (1960)

Chardonne liegt auf 586 m ü. M., 2 km nordwestlich des Bezirkshauptortes Vevey (Luftlinie). Das Dorf erstreckt sich am steilen Südhang des Mont Pèlerin, im östlichen Lavaux, an aussichtsreicher Lage rund 200 m über dem Seespiegel des Genfersees, oberhalb von Vevey.
Die Fläche des 10,3 km² grossen Gemeindegebiets umfasst einen Abschnitt am Nordostufer des Genfersees (rund 1200 m Seeuferlinie). Der Gemeindeboden erstreckt sich vom Seeufer nordwärts über den steilen Rebhang von Chardonne (die westliche Grenze bildet dabei der Bach Salenche) bis auf die angrenzenden Höhen des Mont Pèlerin. Dieser im Kammbereich meist bewaldete Höhenrücken gehört fast vollständig zu Chardonne und bildet mit 1080 m ü. M. auch den höchsten Punkt der Gemeinde. Er bildet auch die europäische Hauptwasserscheide zwischen Rhone und Rhein, die hier nur wenige Kilometer nördlich des Genfersees verläuft. Im Nordosten des Gebietes entspringen die Quellbäche der Biorde, die zur Broye fliesst und damit zum Einzugsgebiet des Rheins gehört. Von der Gemeindefläche entfielen 1997 15 % auf Siedlungen, 37 % auf Wald und Gehölze, 47 % auf Landwirtschaft und etwas weniger als 1 % war unproduktives Land.
Zu Chardonne gehören die Siedlungen Baumaroche (810 m ü. M.) und Monts de Chardonne (825 m ü. M.) oberhalb des Dorfes, der Weiler Paully (924 m ü. M.) am Westhang des Mont Pèlerin sowie zahlreiche Einzelhöfe. Nachbargemeinden von Chardonne sind Jongny, Corsier-sur-Vevey, Corseaux, Saint-Saphorin (Lavaux) und Puidoux im Kanton Waadt sowie Granges (Veveyse) und Attalens im Kanton Freiburg.

## Bevölkerung
Mit 3236 Einwohnern (Stand 31. Dezember 2023) gehört Chardonne zu den mittelgrossen Gemeinden des Kantons Waadt. Von den Bewohnern sind 77,5 % französischsprachig, 8,7 % deutschsprachig und 4,3 % englischsprachig (Stand 2000). Die Bevölkerungszahl von Chardonne belief sich 1850 auf 998 Einwohner, 1900 auf 1011 Einwohner. Während des 20. Jahrhunderts nahm die Bevölkerung kontinuierlich zu. Ein verstärktes Wachstum wurde insbesondere während der 1990er Jahre beobachtet. Das Siedlungsgebiet von Chardonne ist heute lückenlos mit demjenigen von Jongny zusammengewachsen.

## Wirtschaft
Chardonne war bis zu Beginn des 20. Jahrhunderts ein vorwiegend durch die Landwirtschaft geprägtes Dorf. Noch heute hat die Landwirtschaft mit dem Weinbau (rund 100 ha) an den optimal besonnten Hängen des Lavaux einen wichtigen Stellenwert in der Erwerbsstruktur der Bevölkerung. Die hier produzierten Qualitätsweine laufen unter der Appellation Chardonne. Das Rebland von Chardonne ist seit 1984 durch ein Gesetz vor Überbauung geschützt. In den höheren Lagen wird Ackerbau, Viehzucht und Milchwirtschaft betrieben.
Weitere Arbeitsplätze sind im lokalen Kleingewerbe und vor allem im Dienstleistungssektor vorhanden. Das Gewerbe von Chardonne ist neben den Gütern des täglichen Bedarfs auch auf den Tourismus ausgerichtet. Chardonne verfügt über eine Business School und ist Sitz des Institut de recherche en géobiologie und des Centre de revitalisation Cambuzat. Am Genfersee befinden sich ein Sportbootshafen und ein Campingplatz. In den letzten Jahrzehnten hat sich das Dorf dank seiner attraktiven Lage (mit Blick über den Genfersee zu den Alpen und im Südwesten bis zum Jura) zu einer Wohngemeinde entwickelt. Zahlreiche Erwerbstätige sind Wegpendler, die in der Region Vevey-Montreux, teilweise auch in Lausanne arbeiten.

## Verkehr
Die Gemeinde ist verkehrstechnisch gut erschlossen. Sie liegt an einer Verbindungsstrasse von Chexbres nach Châtel-Saint-Denis und ist von Vevey leicht erreichbar. Die nächsten Autobahnanschlüsse an die 1970 eröffnete A9 (Lausanne–Sion), welche das Gemeindegebiet durchquert, befinden sich bei Chexbres (im Westen) und bei Vevey (im Osten), jeweils rund fünf Kilometer vom Ortskern entfernt. Im Jahr 1900 wurde die Standseilbahn Vevey–Chardonne–Mont-Pèlerin eingeweiht, welche Chardonne direkt mit dem Bahnhof Vevey verbindet.

## Geschichte
Das Gemeindegebiet von Chardonne war schon sehr früh besiedelt; es wurden Spuren aus dem Neolithikum, eine Nekropole aus der Bronzezeit und ein frühmittelalterliches Grab gefunden. Die erste urkundliche Erwähnung des Ortes erfolgte 1001 unter dem Namen Cardona. Später erschienen die Bezeichnungen Chardona (1150), Carduna im 12. Jahrhundert und Chardonnaz (1554). Der Ortsname geht auf das lateinische Wort carduus (Distel) zurück.
Chardonne war zunächst im Besitz der Abtei Saint-Maurice und kam 1079 mit der Grosspfarrei Corsier an den Bischof von Lausanne. Dieser gab das Dorf 1092 als Lehen an die Familie Blonay. Ein Teil des Gemeindegebietes kam 1226 an die Zisterzienserabtei Haut-Crêt. Im Weiler Rueyres befand sich von 1141 bis zu Beginn des 13. Jahrhunderts ein kleines Prämonstratenserinnenkloster.
Mit der Eroberung der Waadt durch Bern im Jahr 1536 gelangte Chardonne unter die Verwaltung der Vogtei Lausanne. Nach 1707 wurde die Regelung der zivilrechtlichen Angelegenheiten an die Vogtei Oron übertragen. Nach dem Zusammenbruch des Ancien Régime gehörte Chardonne von 1798 bis 1803 während der Helvetik zum Kanton Léman, der anschliessend mit der Inkraftsetzung der Mediationsverfassung im Kanton Waadt aufging. 1798 wurde es dem Bezirk Vevey zugeteilt. Chardonne trennte sich 1798 von Corsier und wurde eine politisch selbständige Gemeinde, die endgültige Festsetzung der Grenzen geschah jedoch erst 1816.

## Persönlichkeiten
- Sergio Emery (* 4. März 1928 in Chiasso; † 5. Juni 2003 in Gentilino), Kunstmaler, Zeichner, Stecher, Lithograf, Mosaikarbeiter[5]
- Matteo Emery (* 15. Juni 1955 in Lugano), Kunstmaler, Zeichner, Regisseur[6]

## Sehenswürdigkeiten
Die Kapelle, die früher zur Pfarrei Corsier gehörte, wurde 1864 zur Pfarrkirche erhoben. Sie wurde 1749 neu erbaut, wobei der Turmchor der mittelalterlichen Kapelle aus dem 15. Jahrhundert in den Neubau mit einbezogen wurde. Hier wurden bei einer Renovation bedeutende Wandmalereien aus der Erbauungszeit entdeckt. Weitere Kapellen befinden sich bei Paully und bei Baumaroche. Im alten Ortskern sind noch einige typische Winzerhäuser erhalten. Das Schloss von Chardonne, das aus dem 15. Jahrhundert stammt, ging im 16. Jahrhundert an die Familie Stürler aus Bern. Diese nahm eine umfassende Renovation und Vergrösserungen vor und machte das Schloss zu ihrem Landsitz.
Eine moderne Sehenswürdigkeit ist der Fernsehturm Mont Pèlerin mit einer durch einen Panoramaaufzug erreichbaren Aussichtsplattform.

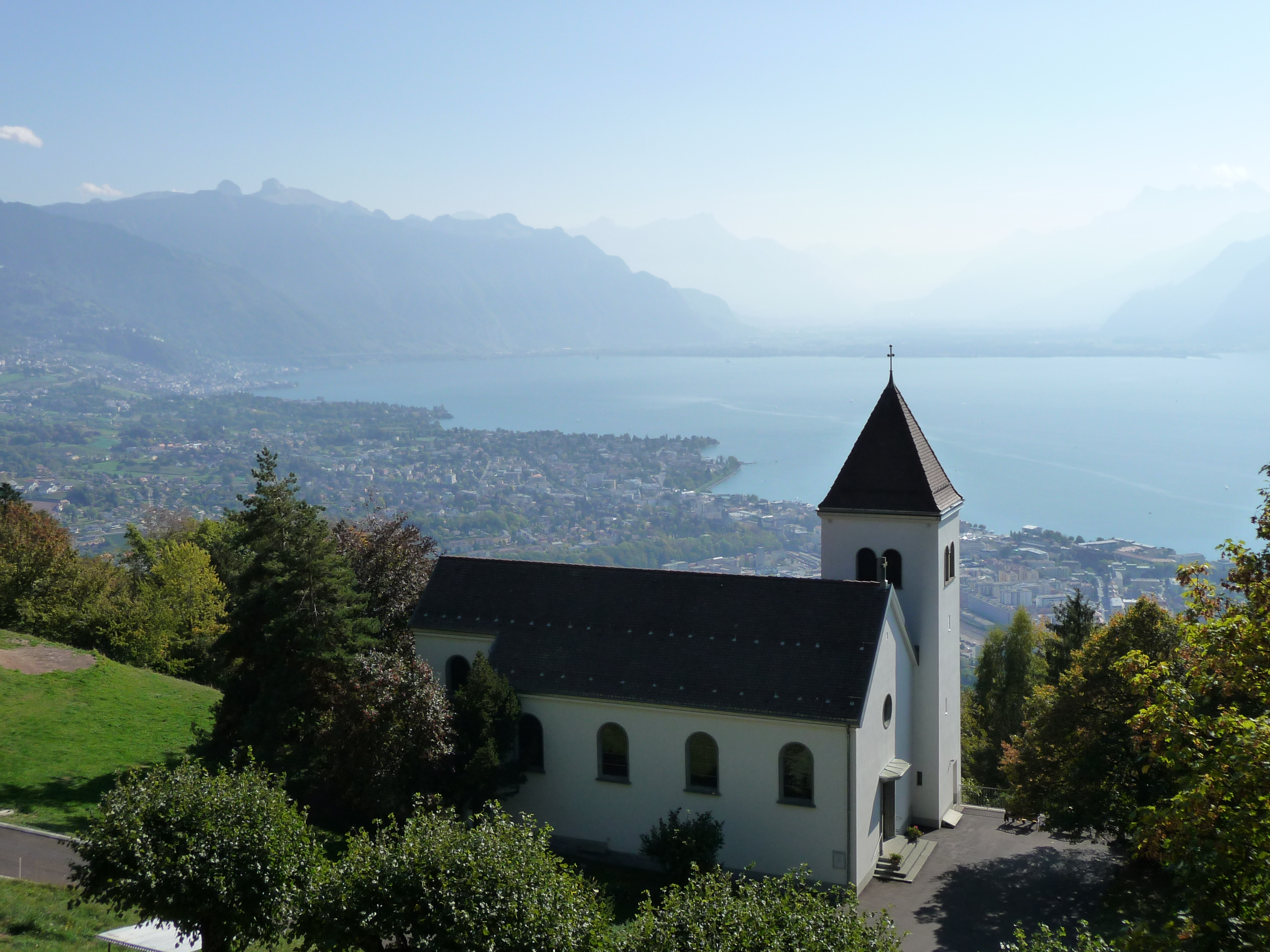
Kirche, im Hintergrund Vevey
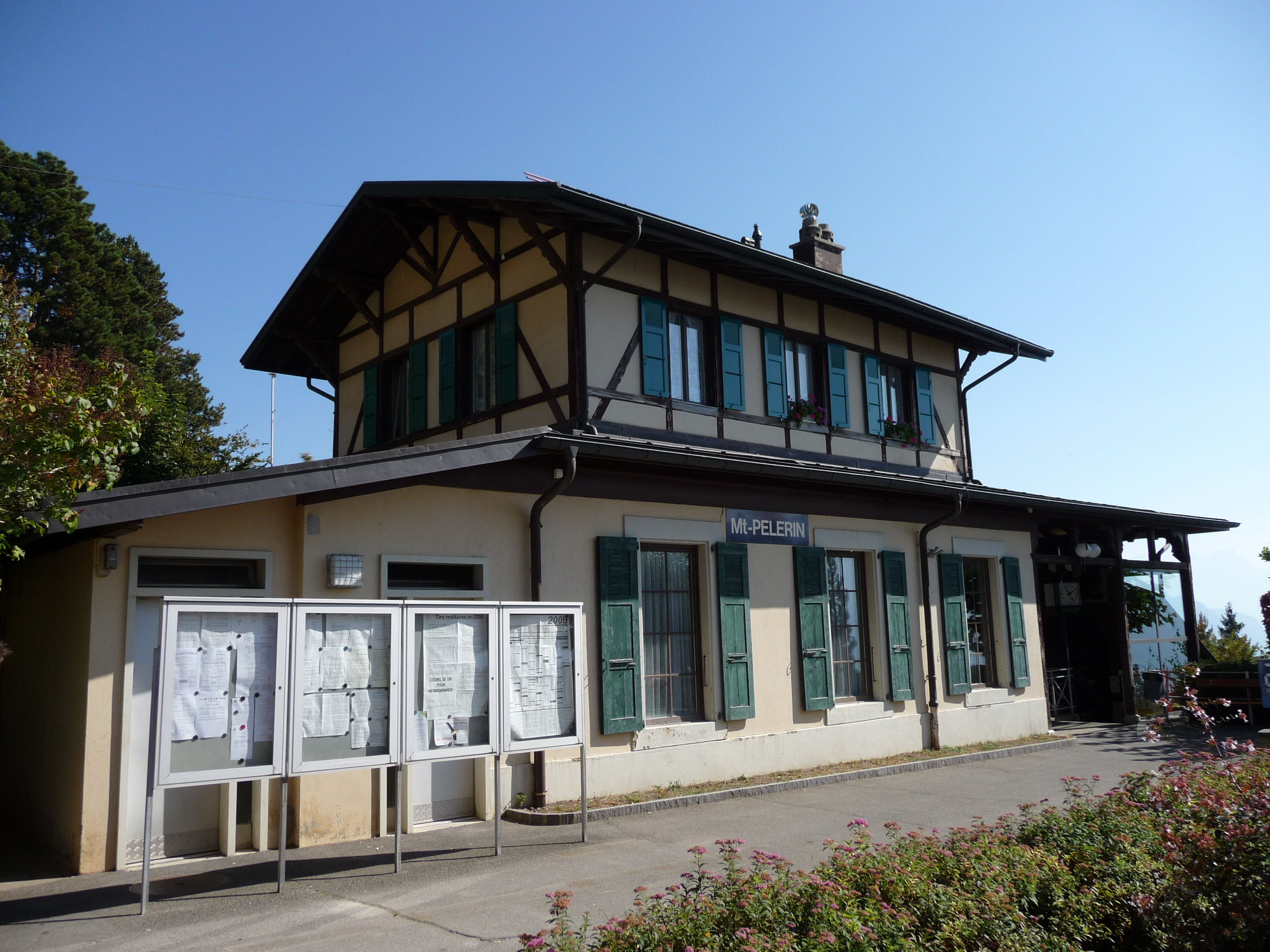
Bahnhofsstation
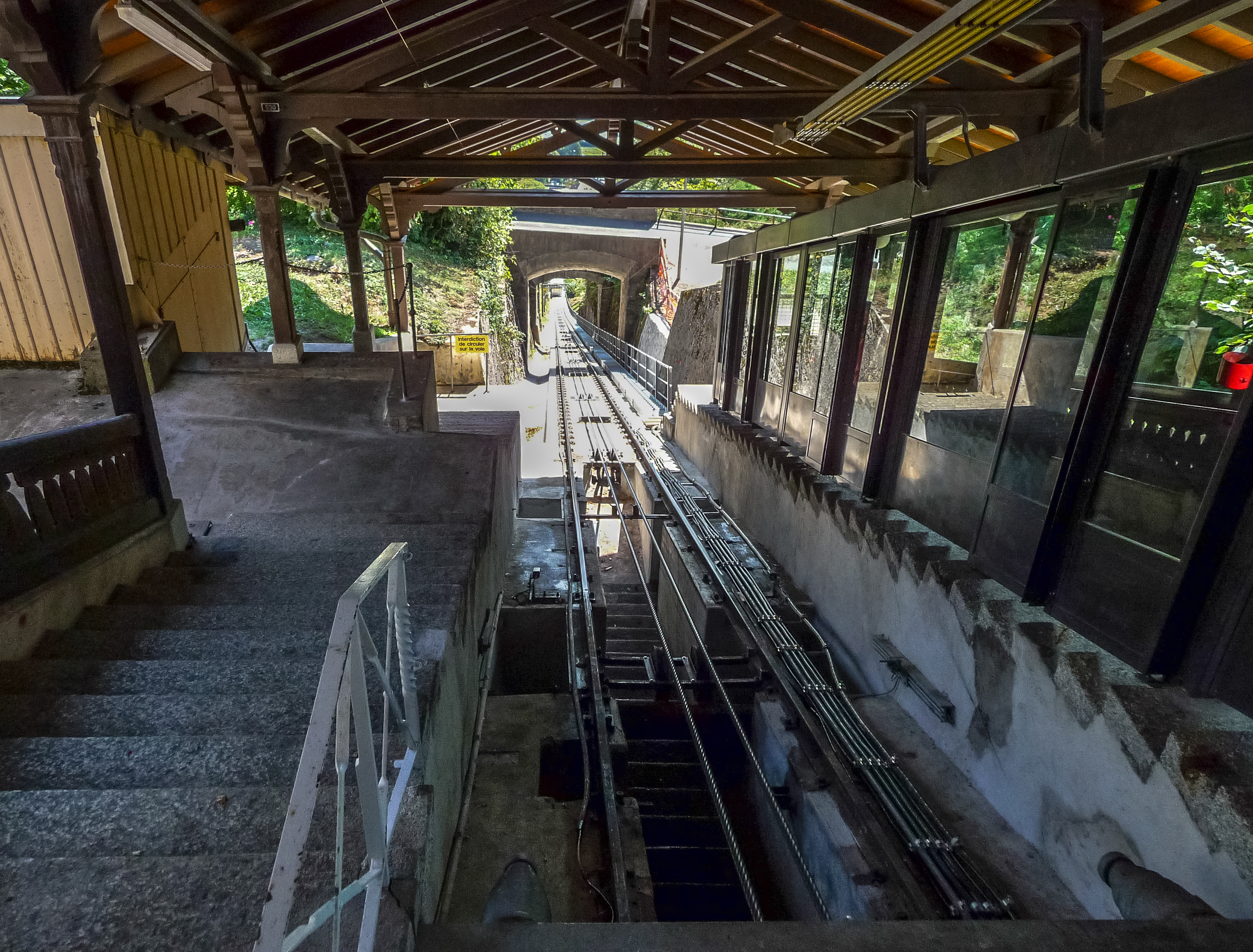
Haltestelle im Innern des Bahnhofs
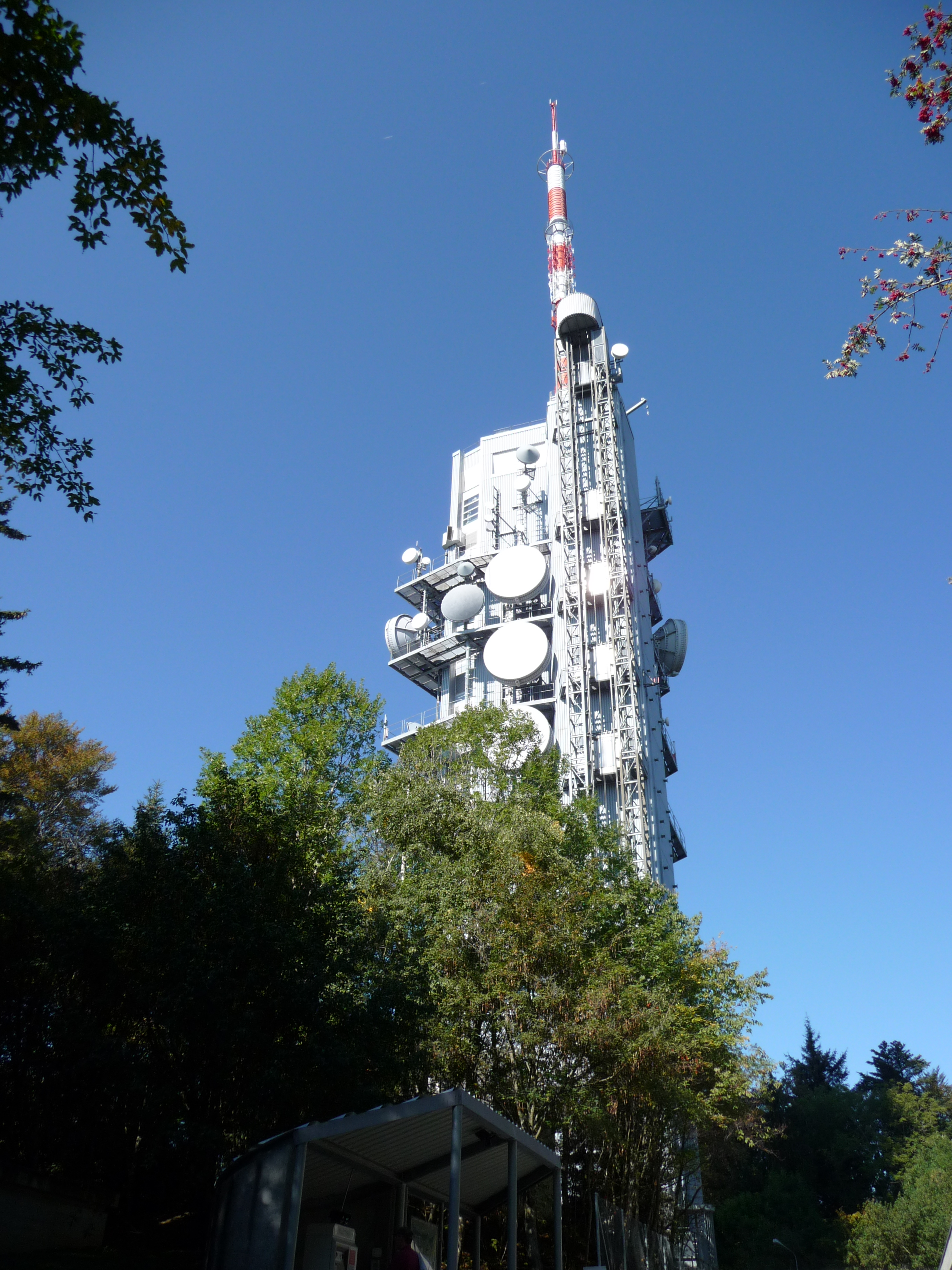
Fernsehturm Mont Pèlerin